# Eden, Quận Iowa, Wisconsin
Eden là một thị trấn thuộc quận Iowa, tiểu bang Wisconsin, Hoa Kỳ. Năm 2010, dân số của thị trấn này là 336 người.